# Volkmar Schöneburg
Volkmar Schöneburg, né le 30 juin 1958 à Potsdam est un homme politique allemand membre de Die Linke. Il est ministre de la Justice du Land de Brandebourg entre 2009 et 2013.

## Biographie

### Formation de juriste
En 1977, il obtient son Abitur et entre à l'université Humboldt de Berlin afin d'y étudier le droit. Il en ressort sept ans plus tard avec un diplôme de juriste et obtient un doctorat de droit pénal et criminologie en 1987. 
Il devient alors assistant de recherche au sein de l'Institut central de philosophie de l'Académie des sciences de la République démocratique allemande (RDA) jusqu'en 1991. Cette année, il est engagé pour le même emploi à la faculté de droit de son ancienne université.
En 1990, il rejoint le Parti du socialisme démocratique (PDS), après avoir appartenu au Parti socialiste unifié d'Allemagne (SED).

### Avocat et juge constitutionnel
Il réussit l'examen du barreau en 1996 mais il ne commence à travailler comme avocat, spécialisé en droit pénal et procédure pénale, à Potsdam qu'en 2002. Quatre ans plus tard, il est élu juge au tribunal constitutionnel régional du Brandebourg sur proposition du PDS.

### Ministre de la Justice de Brandebourg
Membre de Die Linke à partir de 2007, Volkmar Schöneburg est nommé ministre de la Justice le 6 novembre 2009, dans le gouvernement de coalition rouge-rouge du ministre-président social-démocrate Matthias Platzeck. Ce choix a fait l'objet de nombreuses critiques, de la part de l'opposition et même du Parti social-démocrate d'Allemagne (SPD), à cause de certains de ses écrits ayant minimisé la « dictature est-allemande ».
Il démissionne le 14 décembre 2013. Il est remplacé le 21 janvier suivant par Christian Görke, nouveau président régional de Die Linke.